# Ariane Dollfus
Pour les articles homonymes, voir Dollfus.
Ariane Dollfus, née le 17 août 1966, est une journaliste et écrivaine française.

## Biographie
Issue de la famille Dollfus de Mulhouse, elle est la fille de l'astronome et aéronaute Audouin Dollfus et la petite-fille de l'aéronaute Charles Dollfus. 
Diplômée de l'Institut d'études politiques de Paris (1989), Ariane Dollfus est journaliste dans le domaine de la culture, spécialisée notamment dans la danse. Elle a été critique de danse et de théâtre à France-Soir de 1988 à 2006. Elle fut également chroniqueuse au Fou du roi sur France Inter. Elle couvre les spectacles vivants, le cinéma ou les expos pour Paris Capitale, Management, Point de vue, Gala, Madame Figaro, L'Étudiant, Ballroom, et anime une émission de radio sur Fréquence protestante.
Elle fait partie depuis 2012 d'un collectif de journalistes et réalisateurs basé à Montreuil-sous-Bois appelé Les Incorrigibles.
Ariane Dollfus est l'auteur d'une biographie de Rudolf Noureev (Noureev, l'Insoumis), publiée en 2007 chez Flammarion, qui a obtenu le prix du meilleur livre sur la danse du Syndicat de la critique en 2007, et d'une biographie de Maurice Béjart (Béjart : Le démiurge) parue en 2017 aux éditions Arthaud. Elle a par ailleurs traduit l'autobiographie de Noureev, publiée pour la première fois en anglais en 1962 chez Hodder et Stoughton, inédite jusqu'alors en français, publiée en 2016 par les éditions Arthaud.

## Publications
- Noureev l'insoumis, Flammarion, Paris, 2007  (ISBN 978-2-0806-8651-0). Prix du meilleur livre sur la danse du Syndicat de la critique 2006-2007.
- Guide du mécénat musical (préf. François Debiesse), Paris, La Lettre du musicien, 2015 (BNF 44375862)
- Noureev : Autobiographie, traduction de l'autobiographie de Rudolf Noureev, publiée initialement en 1962 chez Hodder et Stoughton, 178 pages, éditions Arthaud, 2016  (ISBN 978-2-08134-763-2)
- Béjart : Le démiurge, collection La Traversée des mondes, 429 pages, éditions Arthaud, 2017  (ISBN 978-2-08139-092-8)